# Kou Abhay
Kou Abhay (tiếng Lào: ກຸ ອະໄພ; 7 tháng 12 năm 1892–1 tháng 4 năm 1964) là chính trị gia Lào.
Ông là tỉnh trưởng tỉnh Champasak từ năm 1941 đến năm 1947, trước khi được bổ nhiệm làm bộ trưởng giáo dục và y tế. Năm 1949, ông được bổ nhiệm làm Chủ tịch Hội đồng Hoàng gia.
Ông được bổ nhiệm bởi các vua Lào làm Thủ tướng của Vương quốc Lào từ ngày 7 tháng 1 năm 1960 đến ngày 3 tháng 6 năm 1960.
Ông là anh trai của Nhouy Abhay, Bộ trưởng Bộ Giáo dục và Mỹ thuật Quốc gia. Ông là cha của tướng Kouprasith Abhay (1932–2011), người phát động cuộc đảo chính cánh hữu vào ngày 19 tháng 4 năm 1964.